# Sendangsari (Purwodadi)
Sendangsari is een bestuurslaag in het regentschap Purworejo van de provincie Midden-Java, Indonesië. Sendangsari telt 680 inwoners (volkstelling 2010).